# Švedskaja spička
Švedskaja spička (Шведская спичка) è un film del 1954 diretto da Konstantin Konstantinovič Judin.